# Liste der Naturdenkmale in Baienfurt
| Naturdenkmale | Anzahl |
| ------------- | ------ |
| FND           | 1      |
| END           | 5      |
| Gesamt        | 6      |

Die Liste der Naturdenkmale in Baienfurt nennt die verordneten Naturdenkmale (ND) der im baden-württembergischen Landkreis Ravensburg liegenden Gemeinde Baienfurt. In Baienfurt gibt es insgesamt 6 als Naturdenkmal geschützte Objekte, davon 1 flächenhaftes Naturdenkmal (FND) und 5 Einzelgebilde-Naturdenkmale (END).
Stand: 31. Oktober 2016.

## Flächenhafte Naturdenkmale (FND)
| Name                           | Bild | Kennung     | Einzelheiten | Position | Fläche Hektar | Datum        |
| ------------------------------ | ---- | ----------- | ------------ | -------- | ------------- | ------------ |
| Birkenweiher im Altdorfer Wald | BW   | 84360110589 | Baienfurt    | ⊙        | 2,0           | 18. Mai 1989 |
| Legende für Naturdenkmal       |      |             |              |          |               |              |

## Einzelgebilde (END)
| Name                                       | Bild | Kennung     | Einzelheiten | Position | Fläche Hektar | Datum         |
| ------------------------------------------ | ---- | ----------- | ------------ | -------- | ------------- | ------------- |
| Stieleiche bei Papierfabrik                | BW   | 84360110301 | Baienfurt    | ⊙        | 0,0           | 9. Mai 1955   |
| Stieleiche sw. Köpfingen                   | BW   | 84360110303 | Baienfurt    | ⊙        | 0,0           | 12. Aug. 1970 |
| Stieleiche, 3-stämmig, nördl. Niederbiegen | BW   | 84360110306 | Baienfurt    | ⊙        | 0,0           | 15. Juli 1983 |
| Winterlinde bei Gaststätte „Lindenhof“     | BW   | 84360110307 | Baienfurt    | ⊙        | 0,0           | 15. Juli 1983 |
| Zwillingseiche Gewann Föhrenried           | BW   | 84360110304 | Baienfurt    | ⊙        | 0,0           | 29. Feb. 1972 |
| Legende für Naturdenkmal                   |      |             |              |          |               |               |